# HD118551
HD118551 — хімічно пекулярна зоря спектрального класу A7, що має видиму зоряну величину в смузі V приблизно  9,3.
Вона  розташована на відстані близько 2077,4 світлових років від Сонця.

## Фізичні характеристики
Телескоп Гіппаркос зареєстрував фотометричну змінність  даної зорі з періодом   16,48 доби в межах від  Hmin= 9,53 до  Hmax= 9,36.